# Linganore
Linganore – jednostka osadnicza w Stanach Zjednoczonych, w stanie Maryland, w hrabstwie Frederick.